# Tragödie auf der Jagd
Pour plus de détails, voir Fiche technique et Distribution.
Tragödie auf der Jagd est un téléfilm ouest-allemand réalisé par Gerhard Klingenberg, diffusé en 1968.
Il s'agit de l'adaptation du roman Drame de Chasse d'Anton Tchekhov.

## Synopsis
Au cours d'une visite à son ami d'enfance, le comte Karnejev, le juge d'instruction cynique Kamyshov rencontre la belle Olenka, une fille du peuple, qui s'occupe des enfants du propriétaire immobilier veuf Urbenin. La fille épouse le vieux Urbenin sans pouvoir l'aimer. Kamyshov, en revanche, désire la beauté et se laisse aller à une histoire d'amour avec elle. Quand il apprend qu'Olenka lui accorde aussi sa faveur au comte, l'homme hautain, qui se soucie si peu de l'honneur des autres, est profondément offensé par sa fierté. Il tue Olenka lors d'une sortie de chasse avec le couteau reçu du comte. Les soupçons pèsent sur le jaloux Urbenin, qui est également arrêté, condamné et emprisonné. Kamyshov, d'autre part, utilise sa liberté pour écrire un roman sur l'histoire de sa vie.

## Fiche technique
- Titre : Tragödie auf der Jagd
- Réalisation : Gerhard Klingenberg
- Scénario : Leo Lehmann
- Musique : Peter Fischer
- Direction artistique : Rolf Zehetbauer
- Photographie : Walter H. Schmitt
- Sociétés de production : Westdeutscher Rundfunk
- Société de distribution : Westdeutscher Rundfunk
- Pays d'origine :  Allemagne de l'Ouest
- Langue : allemand
- Format : Couleur - 1,66:1 - Mono - 35 mm
- Genre : Drame
- Durée : 95 minutes
- Dates de première diffusion :
  -  Allemagne : 28 mai 1968.

## Distribution
- Erich Schellow : Kamyschov
- Karin Baal : Olenka
- Heinrich Schweiger : Le comte Karnejev
- Anneliese Stöckl (de)-Eberhard : La comtesse Karnejev
- Hermann Schomberg (de) : Urbenin
- Walter Kohut : Zawadzki
- Rudolf Wessely : Dr Vosnessensky
- Karl-Heinz Peters (de) : Général Objeschov
- Andrea Jonasson : Nadenka Kalinin
- Änne Bruck (de) : Mme Kalinin
- Heinz Frölich (de) : Kalinin
- Ernst Stankovski (de) : Polugradov
- Hans Pössenbacher (de) : Ossipov
- Josef Hauser : Karpov
- Ernst Ronnecker : Kusma
- Nurith Yaron : Tina
- Otto Tausig : Polycarp
- Kurt Conradi (de) : Leonid
- Walter Bach : Ilia
- Lotte Brackebusch (de) : Rubaschova

## Source de traduction
- (de) Cet article est partiellement ou en totalité issu de l’article de Wikipédia en allemand intitulé « Tragödie auf der Jagd (Film) » (voir la liste des auteurs).